# Pleurospermum heracleifolium
Pleurospermum heracleifolium là một loài thực vật có hoa trong họ Hoa tán. Loài này được Franch. ex H. Boissieu miêu tả khoa học đầu tiên năm 1906.